# کلز، شهرستان انتریم
کلز (به انگلیسی: Kells) یک روستا در بریتانیا است.